# Ania Monica Caill
Ania Monica Caill (ur. 24 listopada 1995 w Limoges) – narciarka alpejska reprezentująca Rumunię, uczestniczka Zimowych Igrzysk Olimpijskich w Soczi (2014), a także mistrzostw świata w 2013.
Do sierpnia 2012 była reprezentantką Francji. Ze względu na brak szans na kwalifikację do francuskiej reprezentacji na igrzyskach w Soczi, zdecydowała się reprezentować Rumunię – kraj pochodzenia jej matki.
14 grudnia 2013 w Sankt Moritz zadebiutowała w zawodach Pucharu Świata.